# Peter Deunov
Peter Deunov (bulgarsk: Петър Дънов født 11. juli 1864, død 27 december 1944) var en bulgarsk filosof, der betragtes som en af den vigtigste intellektuelle i Bulgariens historie.[kilde mangler] Han regnes for at være den mest solgte forfatter i Bulgarien nogensinde..
Deunov udviklede sin egen filosofiske tilgang til kristendommen. Hans mål var at vise mennesket en vej til at kunne leve i harmoni med sig selv, andre og universet. Han forstår Gud som kærligheden slet og ret.